# Општина Кођалак (Констанца)
Кођалак (рум. Cogealac) општина је у Румунији у округу Констанца.
Oпштина се налази на надморској висини од 133 m.